# Новорайське родовище вогнетривких глин
Новорайське родовище вогнетривких глин — в Костянтинівському районі Донецької обл. — приурочене до полтавської серії неогену. За запасами (60 млн т) — найбільше на території України. Потужність пласта глин від 0,1 до 6,5 м, в середньому 1,75 м. Глибина залягання 0.2 до 56 м. Глини високопластичні, число пластичності до 43,0. Вогнетривкість 1540—1760 °C. Родовище експлуатується з 1959 року відкритим способом. Основні споживачі — підприємства чорної металургії, промислових буд. матеріалів, хімічної промисловості.